# Emissziós botrány

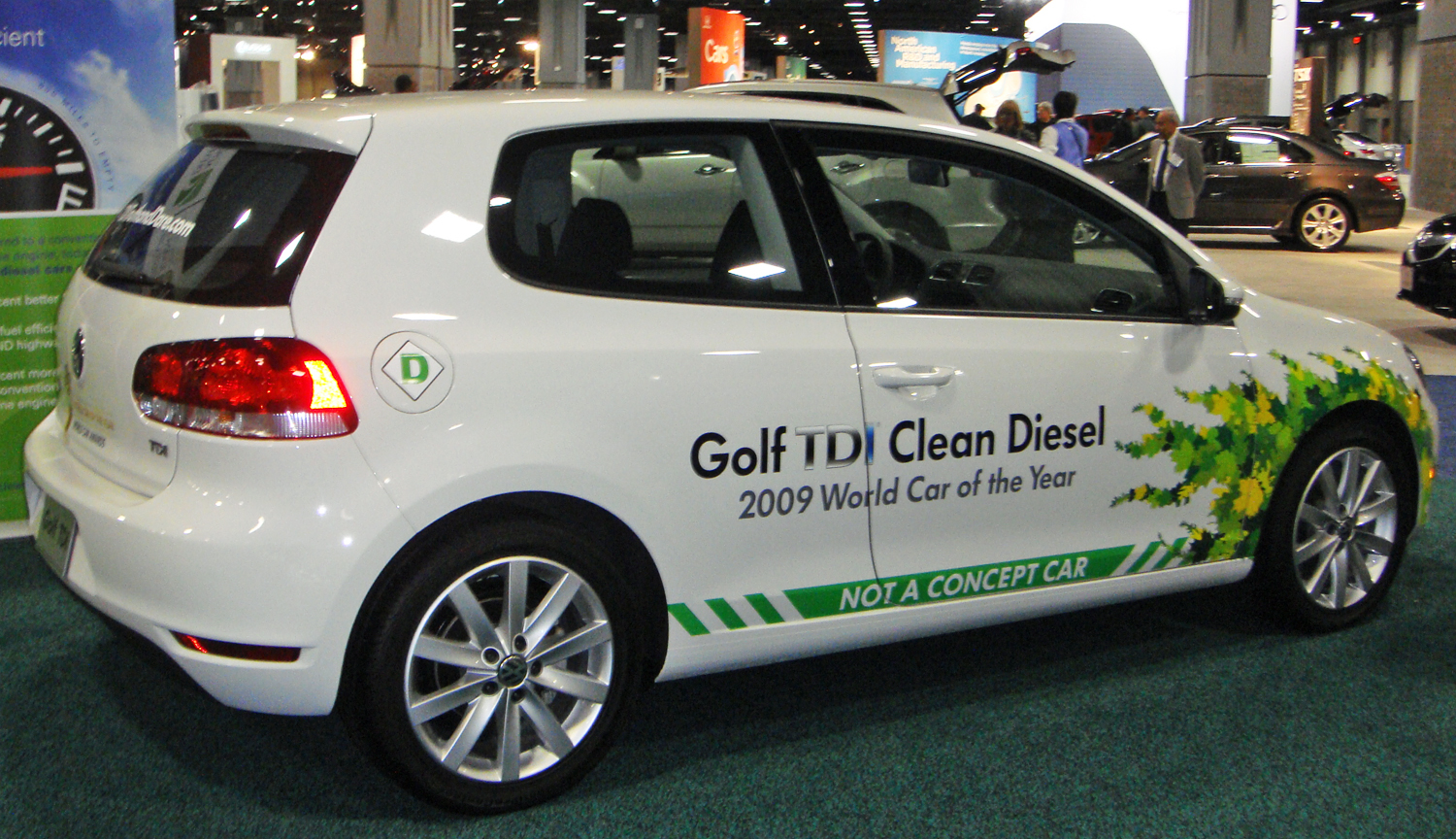
A „Golf Clean TDI Diesel“ a washingtoni autókiállításon 2010-ben

Dízel- vagy emissziós botrány (vagy VW emissziós botrány, VW-botrány, Diesel-Gate) névvel illetik különböző autógyártók, az autók kibocsátásával kapcsolatos, törvényileg előírt határértékek megkerülését szolgáló sorozatos manipulációk és ezek politikai befolyásolás útján történő bebiztosításának kombinációját.
Kirobbantója egy 2015. szeptember 18-án nyilvánosságra került eljárás, mely során a Volkswagen AG egy szabálytalan kerülőberendezést használt dízelgépjárművei motorvezérlésében, hogy megkerülje az Egyesült Államokbeli kibocsátási normákat. A lebukást az Egyesült Államok Környezetvédelmi Ügynökségének (Environmental Protection Agency, EPA) egyik Notice of Violation-je indította el. A Volkswagen AG szerint az érintett szoftver világszerte mintegy 11 millió, VW EA189 sorozatú motorral rendelkező gépjárműben fut, az Egyesült Államokban az azt követő VW EA288 motorsorozat is érintett. A Reuters hírügynökség szerint a szoftvert azonban négy különböző motortípushoz illesztették.
A Szövetségi Közlekedési Minisztérium szerint az Európában típusengedéllyel rendelkező autók is érintettek, éppúgy, mint az EPA egy 2015 november eleji, második Notice of Violation-je alapján az Audi és a Porsche gépjárművei is. A botrány következtében lemondott a Volkswagen AG igazgatótanácsának elnöke, Martin Winterkorn; a felügyelőbizottság a Porsche AG igazgatótanácsának addigi elnökét, Matthias Müllert nevezte ki utódjául.
A túllépett károsanyag-kibocsátás, és okozatként az idő előtti elhalálozások és egészségkárosodások által számszerűsíthető kár a 2009–2015-ös időszakban csak Európában és az USA-ban 39 milliárd dollárt ért el, nagy részét Európában. Függetlenül attól, hogy az érintett gépjárművek visszahívása és javítása megtörténik-e és milyen gyorsan, ez a szám 100 milliárd dollár fölé emelkedhet. A közel 2,6 millió Németországban eladott, kerülőberendezéssel szerelt VW gépjármű 2008 és 2015 között közel 1200 idő előtti elhalálozással hozható összefüggésbe, kb. 13.000 életév veszteséggel. Amennyiben 2017 végéig az összes érintett gépjárművet oly módon alakítják át, hogy a emissziós határértékeket betartják, a további, összesen kb. 29.000 életév veszteséget jelentő elhalálozások elkerülhetők.
Az eredeti VW emissziós botrány az autóiparban egy világméretű válság okozója lett. Számos tanulmány során sikerült eltérést találni a német és a nemzetközi gyártók modelljeinek valós és a vizsgaállomásokon mért kibocsátási értékei között. Összességében a legfontosabb piacokon a nehéz teherforgalomban használt dízelgépjárművek harmada és a könnyű szállítási célokra használtak több mint fele túllépte a mindenkor érvényes határértékeket, ami éves szinten világviszonylatban közel 38.000 idő előtti elhalálozáshoz vezetett. Bizonyított, hogy a gyártók évekkel a botrány kirobbanása előtt követték el cselekedeteiket, vagy azokról tudtak. A politikai és gazdasági testületek, kormányhivatalok és érdekvédelmi szövetségek már évekkel a nyilvánosságra kerülés előtt utaltak a szabálytalanságokra, és figyelmeztettek a következményekre.
2017. augusztus 2-án zajlott a Nemzeti Dízel Fórum (vagy Dízel-csúcs), ahol egyezség született a német szövetségi kormányzat és a német autógyártók között a károsanyag-kibocsátás csökkentése kapcsán.
Az emissziós botrány vezetett oda, hogy egy közlekedési fordulat témája és követelése lett a politikai párbeszédben résztvevő különböző feleknek.

## Előtörténete

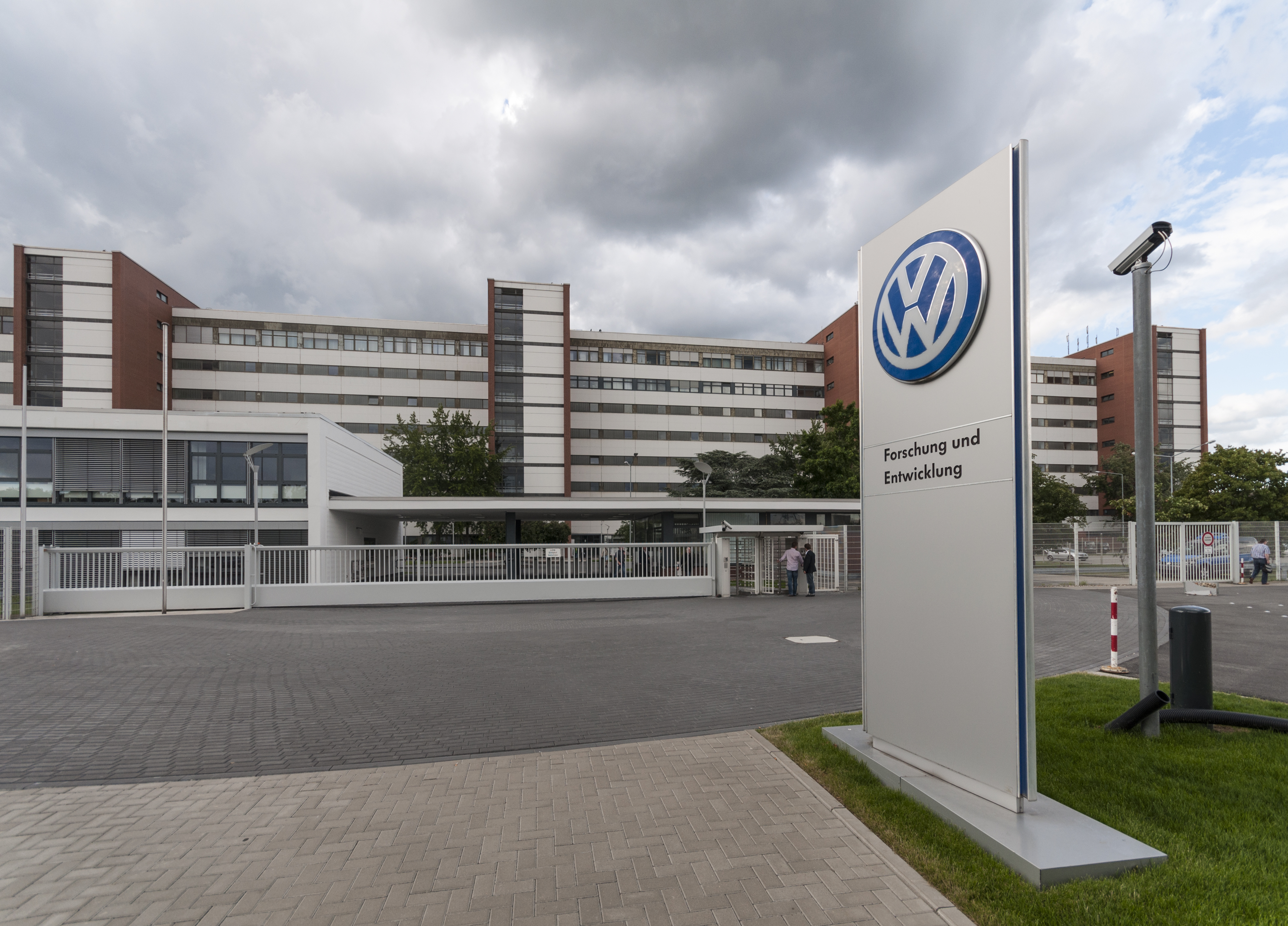
A kutatás és fejlesztés főbejárata Wolfsburgban

Saját közlése alapján a Deutsche Umwelthilfe (DUH) nevű szervezet 2007 szeptemberétól (az IAA-hoz kapcsolódóan) 2015-ig "számtalan sajtótájékoztatón, szakmai beszélgetésen, nyilvánosságra hozatalokkal, emissziós vizsgálatokkal és akciókkal" hívta fel a figyelmet "az egészség- és klímavédelem megsértésére a kipufogógáz-értékek és az üzemanyagfogyasztás területén".
A Volkswagennél folyó manipulációról további utalásokat Peter Mock, az International Council on Clean Transportation (ICCT) európai fiókjának igazgatója tette az ICCT felé. A berlini ICCT munkatársak, köztük Axel Friedrich, a szövetségi környezetvédelmi hivatal egykori osztályvezetője, magas kibocsátási értékeket vettek észre. Ezek után az USA-ban 2014 májusában az ICCT, a West Virginia University-vel (WVU) együttműködésben a VW-csoport dízelgépjárműveinél a nitrogén-oxid kibocsátás méréseinél nagy különbségeket állapítottak meg. A gépjárművek tesztkörülmények között, a California Air Resources Board (CARB) vizsgaállomásán teljesítették az EPA előírásait. Valós vezetési körülmények között a WVU munkatársai egy hordozható mérőrendszerrel (PEMS) a VW Jetta VI esetén a törvény által megadott US-határértéknél 15-35-ször, míg a VW Passat esetén 5-20-szor magasabb nitrogén-oxid értékeket állapítottak meg.
Ennek a tanulmánynak az eredményeit a Der Spiegel 2014 szeptemberében nyilvánosságra hozta, és az ICCT-re való hivatkozással rámutatott, hogy feltehetően a modern motorvezérlések „felismerik, ha az autó egy fékpadon van, és ezt követően egy optimalizált tesztüzembe kapcsolnak”, és hogy gépjárműveik esetén „főleg a német autókonszernek szépíthetik a hivatalos benzinfalást”. A Handelsblatt 2014 októberében ugyanerre a tanulmányra hivatkozva tudósított arról, hogy „egy éve" már mindenki tudott róla.
A Volkswagen az US-hatóságokkal szemben azt állította, a megállapított ellentmondások, különösen a nitrogén-oxid értékek esetén, egy szoftverhibán alapulhatnak, és 2014 decemberében az érintett, közel 500 000 gépjárművet visszahívta, hogy egy új szoftvert töltsön rájuk. A CARB valós körülmények között megvizsgálta a módosított gépjárműveket, de a nitrogén-oxid értékek esetén nem tudott javulást megállapítani. Mivel a hatóságok azzal fenyegetőztek, hogy amennyiben az ellentmondások nem tisztázódnak, a 2016-os modellek engedélyezését megtagadják, 2015. szeptember 3-án a Volkswagen beismerte a csalást.
A Wirtschaftswoche információi alapján az egyik autóipari beszállító menedzsere 2012 közepén értesítette Antonio Tajani akkori EU-biztost arról, hogy az engedélyezési vizsgák során a gépjárművek kibocsátási értékeit az autógyártók feltehetően elektronikus úton manipulálják. Ez aláásta volna az EU erőfeszítéseit, hogy a közúti közlekedést környezet- és klímabarátabbá tegye. Egy 2012 júliusi találkozón, ahol a téma felmerült, az Európai Bizottság négy tagja is jelen volt. Ezután szólította fel írásban Tajani az EU-tagállamok közlekedési minisztereit, hogy javítsanak az autóipar felügyeletén; arra azonban nem utalt, hogy az emissziós tesztek manipulálva lennének.
A VW-konszern esetén Európában a gépjárműmodellek kibocsátási értékeinek mérésével a következő vizsgaszervezetek foglalkoznak (2015-ös állapot):
- Audi-modellek: Allied Technology Experts Enterprise of Luxembourg S.à r.l. (ATE EL), Luxemburg
- Volkswagen-modellek: TÜV Nord, Németország
- Seat-modellek: Instituto Nacional de Técnica Aeroespacial (INTA) és CTAG-IDIADA Safety Technology SL, mindkettő Spanyolország
- Škoda-modellek: TÜV Süd, Németország és Vehicle Certification Agency (VCA), Nagy-Britannia

## Vizsgálati eljárások

### USA
2015. szeptember 18-án az Egyesült Államok környezetvédelmi hatósága, az EPA, egy Notice of Violation-t (értelme szerint: tájékoztatás egy jogsértésről) intézett a Volkswagen Group of America felé, a jogi kifogások pontos részletezésével a Clean Air Act megsértése kapcsán. Ezen eljárás következményeként a Volkswagent 18 milliárd USD-ig terjedő pénzbírság fenyegeti. Médiabeszámolók alapján mind az Egyesült Államok Igazságügyi Minisztériuma, mind Eric Schneiderman New York-i főállamügyész vizsgálatot kezdeményezett a Volkswagen ellen. Schneiderman arra törekszik, hogy együttműködjön az Egyesült Államok összes tagállamának főállamügyészével. Ehhez jönnek még a magánvásárlók, és a kanadai és USA-beli autókereskedők csoportos keresetei.
2015. október 14-én a Federal Trade Commission (FTC) csatlakozott az EPA és az Egyesült Államok Igazságügyi Minisztériumának a vizsgálataihoz. Itt az érintett dízelgépjárművekhez kapcsolódó megtévesztő Volkswagen reklámkampányok („Clean-Diesel“) miatti vizsgálatokról van szó.
Vizsgálatai kiterjesztése után az EPA 2015. november 2-án egy második Notice of Violation-t intézett a Volkswagenhez. Eszerint kerülőberendezéseket találtak immár a háromliteres motorral (3.0 TDi) VW-dízelgépjárművekben is, éppúgy, mint az Audi és Porsche gépjárművekben. Konkrétan érintettek a VW Touareg (2014-es modellév), a legújabb A6 Quattro, A7 Quattro, A8, A8L és Q5 Audi-modellek, valamint a Porsche Cayenne (2015-ös modellév).
A közúti és gépjárműbiztonságért felelős szövetségi hivatal (NHTSA) a Wirtschaftswoche-nak azt nyilatkozta, hogy független szakértőkkel megvizsgálják, az emissziós botrány mellett a VW-konszern titkolt-e el biztonsági problémákat és műszaki hiányosságokat.
Egy egyezség keretében 2017 tavaszán a Volkswagen mint vállalkozás bűnösnek ismerte el magát csalásra irányuló összeesküvés, az igazságszolgáltatás akadályoztatása és hamis megjelölésű áru eladása tekintetében, hogy ezzel lezáruljanak a büntetőjogi eljárások. Ezért a 2,8 milliárd USD fizet, elkötelezi magát egy erősebb ellenőrző rendszer iránt, és aláveti magát egy három éves külső felügyeletnek.
James Robert Liang német állampolgár ellen, legelső VW-munkatársként 2016 júniusában emeltek vádat, és 2017 augusztusában a botrányban játszott szerepe miatt, miszerint a VW-nél 2006-ban Wolfsburgban és 2008-tól Kaliforniában mint motorfejlesztő működött közre, 3 év és 4 hónap börtönre és pénzbüntetésre ítélték. A bíróság bizonyítottnak látta, hogy a csalószoftver használatát 600.000 VW-gépjárműben az amerikai felügyeleti hatóságok előtt eltitkolta.
Egy másik munkatársat 2017 januárjában Floridában vettek őrizetbe, akinek 2018 januárjában kell bíróság elé állnia. Az amerikai hatóságok összesen hat, részben volt VW-munkatárs ellen nyomoznak csalásra irányuló összeesküvés és a környezetvédelmi törvények megsértése miatt, köztük a már őrizetbe vett ellen. A fennmaradó öt ellen 2017 júniusában nemzetközi elfogatóparancsot adtak ki.

### Németország
Alexander Dobrindt német közlekedési miniszter Németországban szorgalmazta az összeg VW-gépjárműmodell felülvizsgálatát.
Később azt mondták, hogy a braunschweigi államügyészség több állampolgári büntetőfeljelentés miatt és alapján a Btk. § 263 szerinti csalás vádjával hivatalból nyomozást indít Martin Winterkorn egykori igazgatótanácsi elnök ellen. Pár nappal később, 2015. október 1-jén viszont arról számoltak be, hogy a korábbi jelentésekkel szemben semmilyen nyomozás nem indult Winterkorn ellen, és hogy semmilyen kezdeti gyanú sincs vele szemben. A braunschweigi államügyészség 2015. szeptember 28. hétfői, eredeti sajtóközleményét törölték, és egy újabb került a helyére.
2015. október 8-án a braunschweigi államügyészség és az Alsó-Szászországi Bűnügyi Hivatal Wolfsburg-ban és más helyszíneken a Volkswagen hivatalos helységeiben házkutatást tartott. A házkutatás kifejezett célja azon „iratok és adathordozók lefoglalása volt, amelyek a szóba jöhető büntetőjogi tényállásokra tekintettel információt szolgáltathatnak a dízelgépjárművek kibocsátási értékeinek manipulációjában résztvevő céges munkatársak pontos cselekedeteiről és személyazonosságukról”.
2015. november 24-én a braunschweigi államügyészség adócsalás gyanúja miatt egy újabb nyomozást indított a Volkswagen-konszern öt név szerint ismert munkatársa ellen. Ennek alapja a Volkswagen azon közlése, hogy a gépjárművek CO2- és fogyasztási értékeit manipulálta, és ezáltal a gépjármű-tulajdonosok a hamis adatok alapján nem megfelelő gépjárműadó-határozatot kaptak.
Az államügyészség nyomozásait 2016 júniusában a Pénzügyi Szolgáltatásokat Felügyelő Szövetségi Hivatal feljelentése nyomán kiterjesztette a piaci befolyásolás gyanújára is. A vád szerint a Volkswagen az árfolyamra hatással bíró információk nyilvánosságra hozatalához kapcsolódó ad-hoc közzétételi kötelezettségét nem teljesítette időben.
2017. január 27-én ismertté vált, hogy időközben 37 személy ellen folyik nyomozás. Ezek kapcsán 28 házkutatás történt. A nyomozások a megnevezett vádak mellett kiterjednek a tiltott reklám gyanújára (UWG § 16) is. A gyanúsítottak között megtalálható az egykori igazgatótanácsi elnök, Martin Winterkorn is.
2018. március 20-án házkutatást tartottak a BMW központjában és egy ausztriai telephelyén, mert sok dízelautójukban a károsanyag-kibocsátási teszteket kijátszó szoftvert találtak. A német ügyészség 11 400 rendbeli csalás miatt indított eljárást, ami arra utal, hogy pontosan ennyi 750xd és M5500xd modellt érint a legújabb dízelbotrány.

### Franciaország
2015. október 2-án jelent meg a hír, hogy a francia igazságügy csalás gyanújával nyomozást indított a Volkswagen ellen. Franciaországban közel 950 000 dízelgépjármű érintett. Az ennek eredményéről szóló jelentést 2016 augusztusában ismertették. A tízhónapos vizsgálatok során egy független bizottság különböző gyártók 86 gépjárműmodelljénél állapított meg eltérést a károsanyag kibocsátásban. A Talisman és Espace modellekkel a Renault is érintett. Bár a bizottság kifejezetten nem mondott ítéletet a kerülőberendezések alkalmazását illetően, Ségolène Royal környezetvédelmi miniszter bejelentette, meg fogja követelni az autógyártóktól az átláthatóságot és a felelősséget.
A párizsi államügyészség megbízásából a Gendarmerie nationale Office central de lutte contre les atteintes à l'environnement et à la santé publique (Oclaesp) irodájának csendőrei 2015. október 16-án házkutatást tartottak a Volkswagen France székhelyén Villers-Cotterêts-ben, valamint Roissy-en-France-i irodáiban.
2017 szeptemberében a Le Monde arról tudósított, hogy a Groupe PSA-t (Citroën, DS, Opel, Peugeot és Vauxhall) egy akár 5 milliárd eurós bírság fenyegeti. A PSA 2017. szeptember 8-án tagadta a vádakat.

### Olaszország
2015. október 15-én a veronai államügyészség és a Guardia di Finanza kereskedelmi csalás gyanújával házkutatást tartott a Volkswagen Group Italia S.p.A. veronai és a VW-konszern Lamborghini leányvállalatának Sant’Agata Bolognese-i székhelyén. A nyomozás Massimo Nordio VW menedzser és Luca De Meo Audi AG igazgatótanácsi tag, üzemeltetésért és marketing területéért felelős vezető ellen is irányulnak.

### Spanyolország
A madridi székhelyű Audiencia Nacional de España (nemzeti állami bíróság) 2015. október 28-án Ismael Moreno bíró vezetésével megtévesztő reklám útján elkövetett csalás, támogatási csalás és a környezet elleni bűncselekmények miatt nyomozási eljárást indított a Volkswagen konszern ellen. A VW konszernnek 2015. november 10-ig kell egy képviselőt megneveznie, aki ellen a vád felhozható.

### Belgium
A brüsszeli államügyészség (Parquet de Bruxelles) 2015. november 4. óta nyomoz a Volkswagen konszern ellen okirathamisítás miatt. A flamand környezetvédelmi minisztérium károsultnak tekinti magát az emissziós botrányban.

## A manipuláció módja

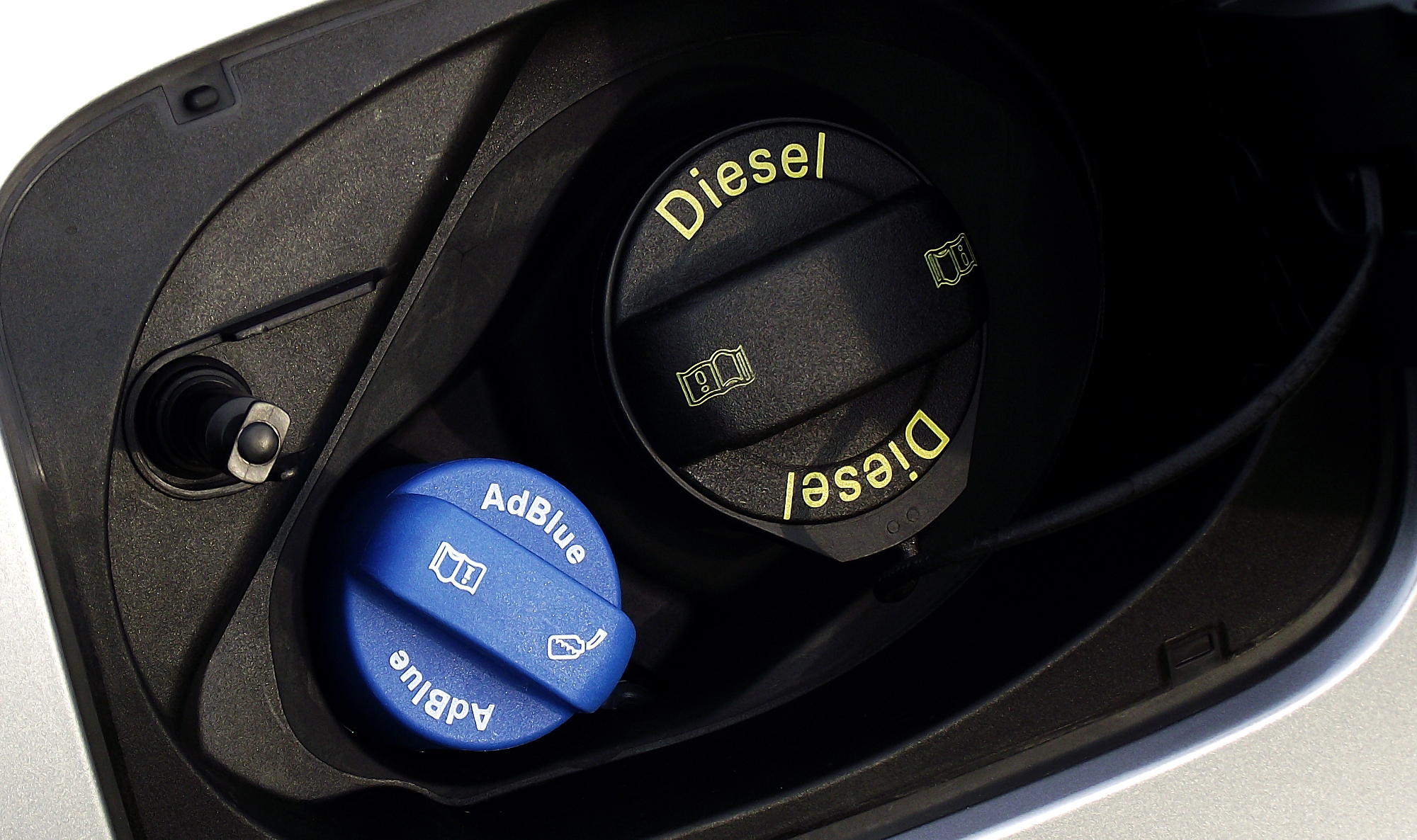
A karbamid-adalék (AdBlue) töltőnyílása egy Audi Q3 2.0 TDI-n (2014)

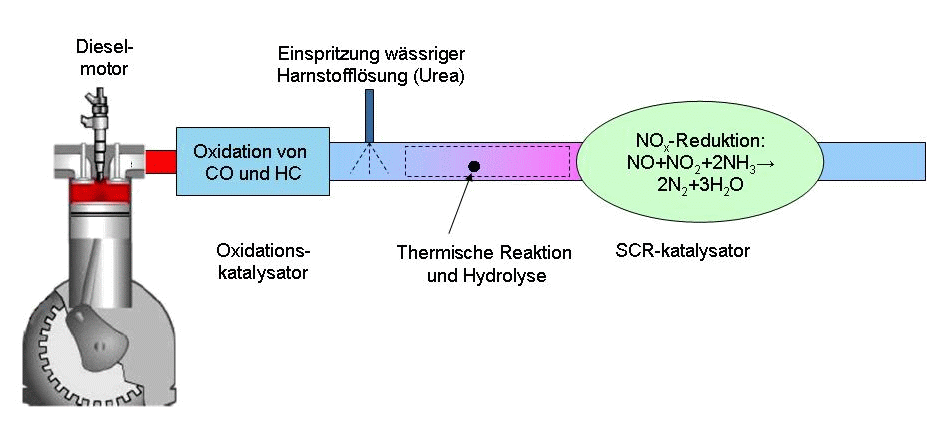
A karbamidbefecskendezés általi nitrogén-oxid-csökkentés elve

A motor típusától függetlenül több gyártó, többek közt a VW és a Peugeot, a vizsgált gépjárművek esetén számos olyan nem műszaki jellegű intézkedést foganatosított, melyek a vizsgahelyi és a valós körülmények közti fogyasztások eltéréseihez vezettek. A vizsgált gépjárművek például teljesen feltöltött akkumulátorral, félig kopott gumiabroncsgarnitúrával rendelkeztek, extrafelszerelések, és legfőképp klímaberendezés nélküliek voltak. Ezek az intézkedések az akkori teszteljárások keretein belül megengedettek voltak. A VW 2016 októberétől bevezette, hogy a jövőre vonatkozóan tartózkodni kell "a lehetséges toleranciák további extenzív használatától". A tartózkodás az egy kilométerre vetített CO2-kibocsátás akár 2 g-mal való növekedéséhez vezet. A kritikusok relativizálták ezen tartózkodás hatékonyságát, mivel 2017-től egy új teszteljárás van érvényben, mely az ilyen intézkedéseket megtiltja.

### Manipuláció dízelgépjárművek esetén
Az EPA közzététele alapján a VW által telepített, a kipufogógáz-ellenőrző berendezésért felelős szoftver felismeri a vizsgaszituációt. A szabványosított kísérleti szituációk egy "természetellenes vezetési stílus" (magas kerékfordulatszám a gépjármű mozgása nélkül) miatt felismerhetők. Ezen feltételek esetén a kipufogógáz-előállítás oly módon optimalizált, hogy lehetőleg kevés nitrogén-oxid (NOx) keletkezzen. Rendes vezetési körülmények között ezzel szemben a kipufogógáz-ellenőrző berendezés egyes részei üzemen kívül helyezésre kerülnek, ami által a NOx-kibocsátás jelentősen magasabb.
2015. szeptember 27-én a Bild am Sonntag arról számolt be, hogy a Bosch autóipari beszállítóként a vitatott szoftvert tesztcélokra szolgáltatta a VW-nak, 2007-ben mindenesetre egyértelműen jelezte, hogy a szoftver alkalmazása törvénybe ütközik.
- A Passat esetén a Bluetec-TDI motorokban a Bosch által szállított „Electronic Diesel Control 17“ vezérlő berendezés szoftvere változtatta meg a karbamidoldat (AdBlue, az USA-ban Diesel Exhaust Fluid (DEF)) fogyasztását a kipufogógáz-utókezelésnél.[56][57][58][59] A 32C3 egyik előadásán egy hekker bemutatta a VW által, egy EDC17C46 típusú Bosch vezérlőberendezésre telepített firmware elemzését. Az A2L adatokban a kerülőberendezésre az „akusztikus funkció deaktiválásának alsó kilométerküszöbeként” hivatkoztak.[60] Ennek során a firmware kiértékeli többek között, hogy a mindenkor megtett útvonal egy, a tesztciklus által előírt szűk intervallumban mozog-e. Amint ezt a tartományt elhagyja, a szoftver egy jelentős mértékben csökkentett AdBlue-fogyasztású alternatív üzemmódba vált.
- Az amerikai Jetta modell esetén ezzel szemben egy NOx-tároló katalizátor kerül alkalmazásra, amelynél a nitrogén-oxidok a felületen rakódnak le. A tároló katalizátor a NOx-t csak egy 250-től 500 °C-ig terjedő hőmérsékleti tartományban tudja tárolni. Amikor a katalizátor teljesen megtelik, menet közbeni levegőhiány útján (rendszerint dízelüzemanyag többletbefecskendezésével) regenerálódik. Redukciós anyagként a kipufogógázban található szén-monoxid és szénhidrogén összetevők szolgálnak.[61] A manipulált gépjárművek esetén menet közben ez a regeneráció csak részben, vagy egyáltalán nem történik meg.[62]
- A dízelmotorok terén az eljárások felülvizsgálatánál nyilvánvalóvá vált, hogy elsősorban a 2012-es modellévtől kezdve a dízelgépjárművek CO2-tanúsítványainál túl alacsony CO2-, és ezáltal fogyasztási értékek kerültek meghatározásra. Többek között a VW Golf, VW Polo, VW Passat, Audi A1, Audi A3, Škoda Octavia, Seat Leon és Seat Ibiza modellek érintettek.[63] Ezen kívül a vizsgahelyi mérések előtt a motorolajba dízelüzemanyagot kevertek, hogy a motor a mérések során kevesebb üzemanyagot fogyasszon.[64]

### Manipuláció benzinmotoros gépjárművek esetén (Otto-motor)
A 2015 november elejéről származó VW kijelentések alapján a szén-dioxid-értékek megállapításának műszaki manipulációja érinti az ún. aktív hengermenedzsmenttel (ACT) rendelkező 1.4 TSI ACT Otto-motort is. Ez közel 98.000 gépjárművet érint Németországban (50.000-et Spanyolországban). A Bild am Sonntag információi alapján, hivatkozva a VW konszern wolfsburg-i kutató- és fejlesztőrészlege egyik mérnökének beismerésére, a 2013-tól 2015 tavaszáig terjedő modellévek Volkswagen modelljeinek szépített fogyasztási és CO2 értékeivel való csalásra felhívta felettesei figyelmét. A konszernfelülvizsgálat számára ehhez további munkatársak vallomásai állnak rendelkezésre. Ezek szerint az tesztgépjárművek emissziós értékeit meg nem engedett eljárásokkal manipulálták, többek közt 3.5 bar feletti abroncsnyomás használatával, ami magasabb a megengedettnél, így a teszgépjármű könnyebben gurul. 2015. november 13-án kitudódott, hogy a 2016-os modellév összesen 24, Otto-motorral (TSI) rendelkező modellje érintett: Köztük a Seat Ibizában és VW Polóban található 95 LE-s 1.0 literes benzinmotorok, éppúgy mint a 115 LE-sek a Seat Leonban, valamint a VW Jettában található 1.4 literes benzinmotorok.

## Érintett gépjárművek

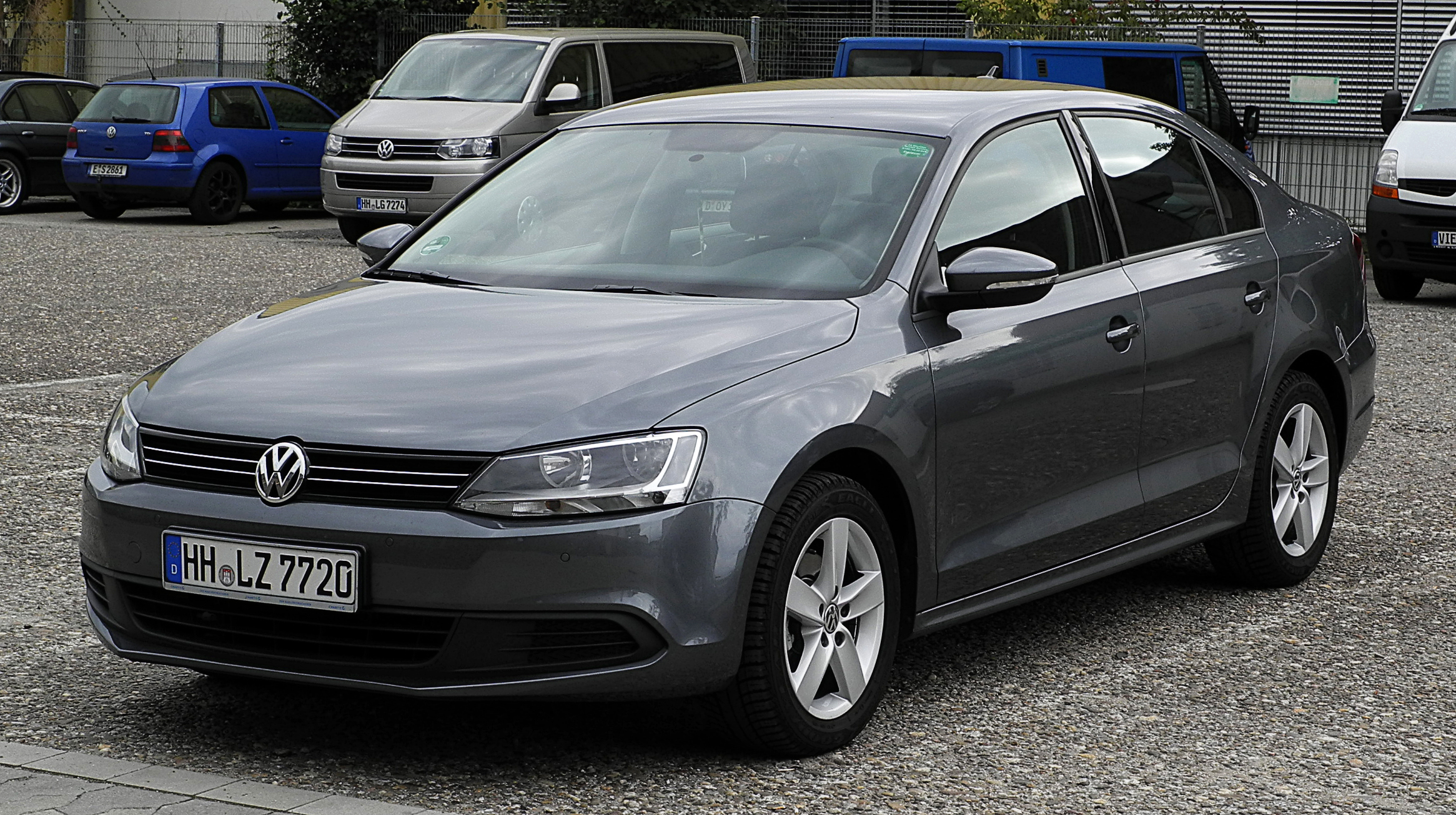
VW Jetta 1.6 TDI

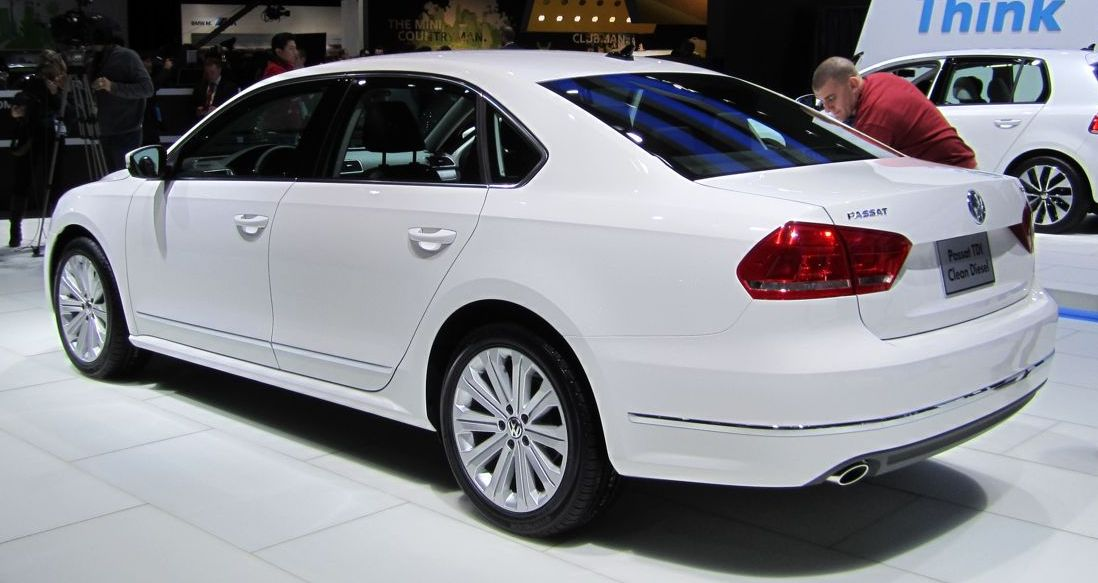
Passat NMS TDI Clean Diesel a Detroit Auto Show-n 2011-ben

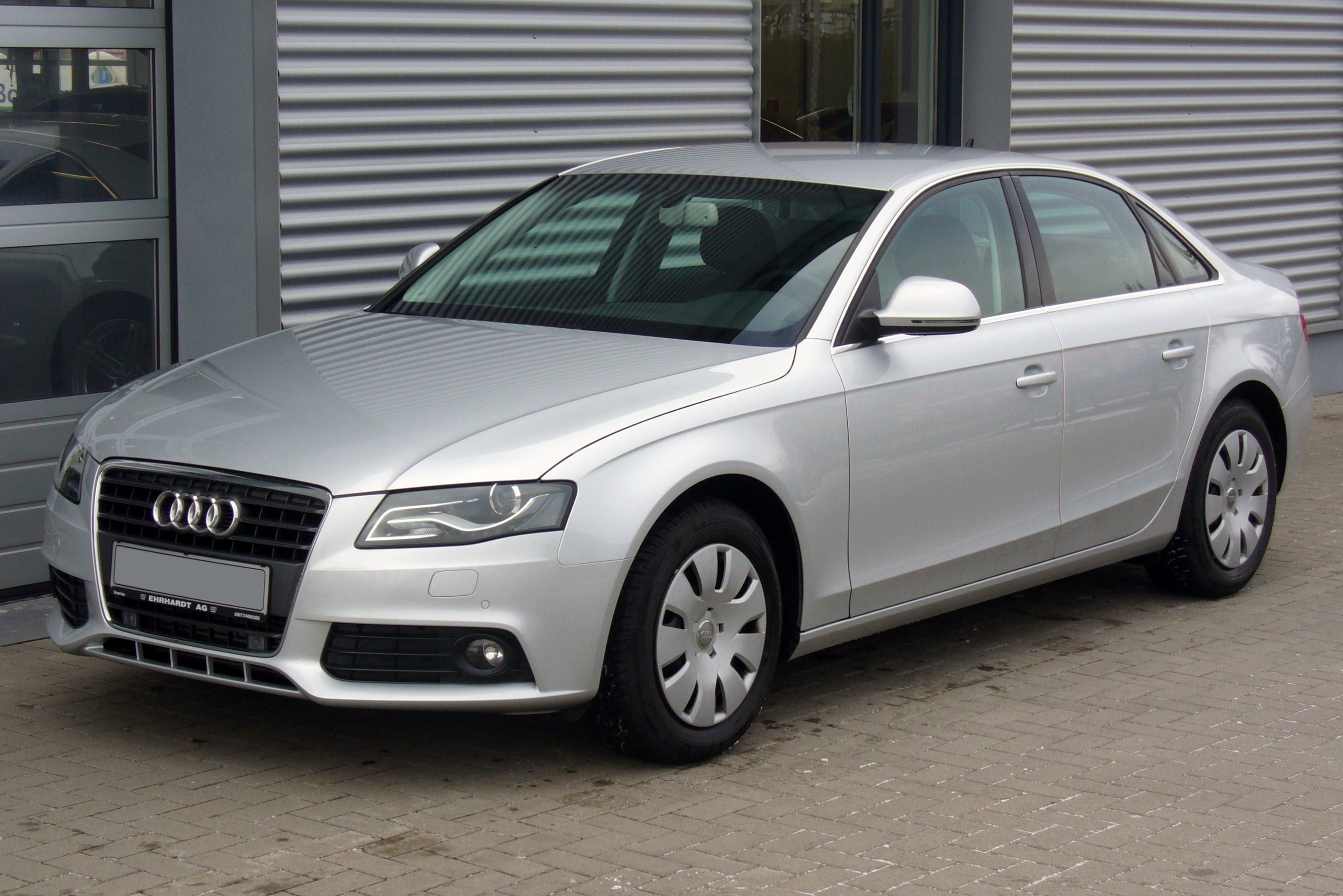
Audi A4 B8 Limousine Ambiente 2.0 TDI

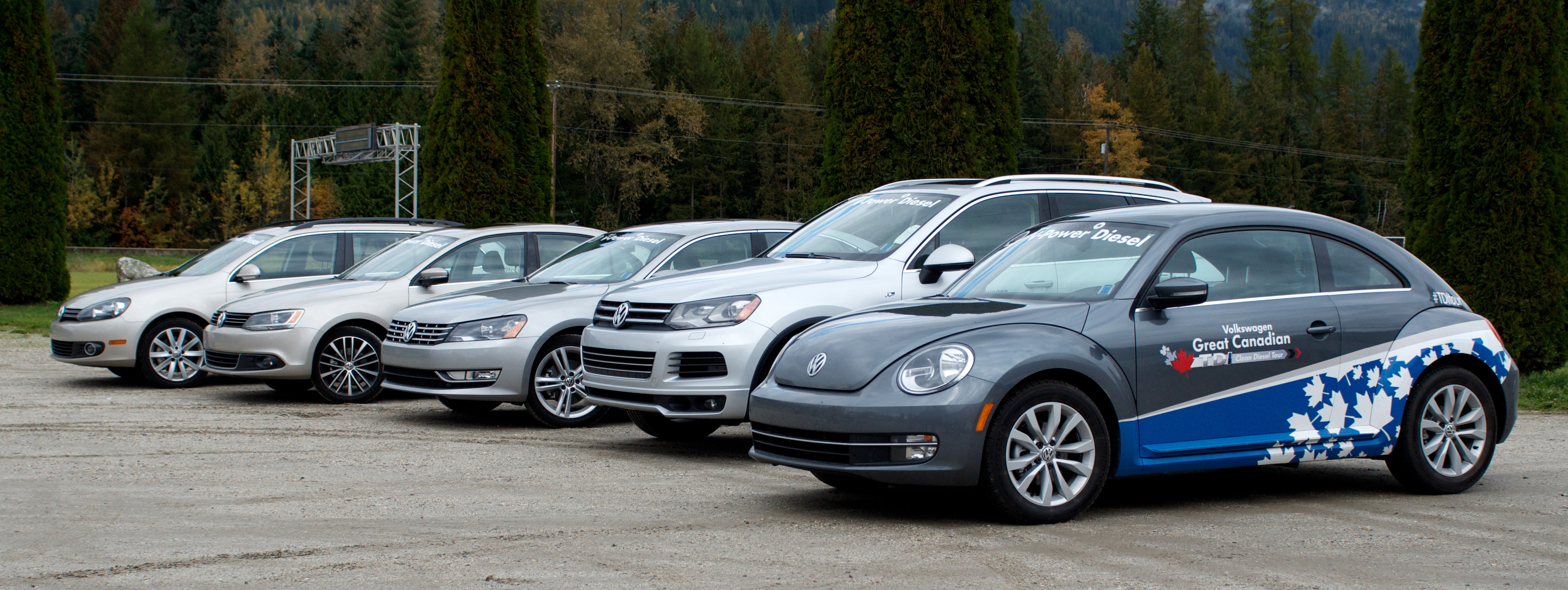
A Volkswagen-gépjárművek Clean Diesel-reklámturnéja 2013-ban Kanadában

A VW EA189 típusú dízelmotorral ellátott gépjárművek érintettek. Világszerte ez a Volkswagen, Audi, Seat és Škoda márkák 11 millió gépjárművét jelenti. A VW menedzserei és egy egyesült-államokbeli nyomozó ezzel szemben a Reuters hírügynökségnek azt állították, hogy összesen négy motortípus érintett, köztük az EA189 utódja, a VW EA288 is. Míg korábban a Volkswagen AG tagadta, 2015. október 22-én egy vállalati szóvivő beismerte, hogy az USA-ban az EA288 is érintett. Az EA288 Euro-5 és Euro-6 változatai ezzel szemben nem rendelkeznek meg nem engedett kerülőberendezéssel.
| Ország      | Volkswagen                         | Audi      | Škoda     | Seat    | Tehergk   | Összesen   |
| ----------- | ---------------------------------- | --------- | --------- | ------- | --------- | ---------- |
| DEU         | 1.537.896 (VW tehergépjárművekkel) | 531.813   | 286.970   | 104.197 | ld. VW    | 2.460.876  |
| GBR         | 508.276                            | 393.450   | 131.569   | 76.733  | 79.838    | 1.189.866  |
| FRA         | 574.259                            | 189.322   | 66.572    | 93.388  | 24.523    | 948.064    |
| ITA         | 385.694                            | 231.729   | 35.343    | 39.598  | 17.348    | 709.712    |
| ESP         | 257.479                            | 147.095   | 37.082    | 221.783 | 20.187    | 683.626    |
| USA         | 482.000                            | 13.000    |           |         |           | 495.000    |
| BEL         | 197.328                            | 121.712   | 51.069    | 23.539  |           | 393.648    |
| AUT         | 180.500                            | 72.500    | 54.300    | 31.700  | 24.400    | 363.000    |
| SWE         | 104.000                            | 57.000    | 28.000    | 2.000   | 33.000    | 225.000    |
| IND         |                                    |           |           |         |           | 180.000    |
| NLD         |                                    |           |           |         |           | 160.000    |
| CZE         | 38.000                             | 7.000     | 101.000   | 1.800   |           | 147.800    |
| NOR         | 77.580                             | 27.649    | 19.947    | 0       | 21.963    | 147.139    |
| POL         | 66.870                             | 12.049    | 58.890    | 3.694   |           | 141.503    |
| SUI         |                                    |           |           |         |           | 128.802    |
| KOR         |                                    |           |           |         |           | 125.522    |
| PRT         | 102.140 (Audival, Škodával)        |           |           | 15.000  |           | 117.000    |
| IRL         | 47.316                             | 29.169    | 16.004    | 5.039   | 9.224     | 106.752    |
| ROM         |                                    |           |           |         |           | 105.000    |
| CAN         |                                    |           |           |         |           | 100.000    |
| AUS         | 61.189                             | 16.085    | 5.148     | 0       | 17.256    | 99.678     |
| DNK         |                                    |           |           |         |           | 91.000     |
| FIN         |                                    |           |           |         |           | 50.000     |
| SVK         | 14.809                             | 3.278     | 26.000    | 2.577   |           | 46.664     |
| ARG         |                                    |           |           |         |           | 42.716     |
| HUN         |                                    |           |           |         |           | 40.095     |
| MEX         |                                    |           |           |         |           | 32.000     |
| TWN         |                                    |           |           |         |           | 17.744     |
| BRA         |                                    |           |           |         | 17.057    | 17.057     |
| GRC         | 6.362                              | 1.875     | 0         | 0       | 882       | 9.119      |
| NZL         | 4.639                              | 1.600     | 1.328     | 0       | 133       | 7.700      |
| CHN         |                                    |           |           |         |           | 1.950      |
| CYP         | 480                                | 598       | 103       | 119     | 49        | 1.349      |
| Világszerte | 5.000.000                          | 2.100.000 | 1.200.000 | 700.000 | 1.800.000 | 10.800.000 |

| Ország      | Összesen   |
| ----------- | ---------- |
| DEU         | 98.000     |
| ESP         | 50.000     |
| Világszerte | nem ismert |

### Visszahívások
| Motortípus      | A KBA jóváhagyása      | A visszahívás előrelátható kezdete |
| --------------- | ---------------------- | ---------------------------------- |
| EA189 2,0 Liter | 2016 január/február    | 2016. március 1.                   |
| EA189 1,2 Liter | 2016 április/május     | 2016. június 1.                    |
| EA189 1,6 Liter | 2016 július-szeptember | 2016. október 1.                   |

### Ázsia
A kínai felügyeleti szerv, a General Administration of Quality Supervision, Inspection and Quarantine (AQSIQ) a Volkswagen több mint 1500 importált dízelgépjárművének a visszahívását kezdeményezte, ezek többségében Tiguan modellek.

### Európa
Az EU-ban a EA189 motor a 2008-2015-ös években 1,2, 1,6 és 2,0 literes lökettérfogattal került felhasználásra. A következő gyári sorozatok érintettek:
Audi: A1, A3 8P, A4 B8, A5, A6 C6 „Facelift“, A6 C7, Q3, Q5, TT 8J
Škoda: Fabia II, Rapid, Roomster, Octavia II, Superb II, Yeti
Seat: Ibiza IV, Leon II, Toledo III, Toledo IV, Exeo, Altea/Altea XL, Alhambra II
Volkswagen: Polo V, Golf VI, Golf Plus, Jetta VI, Beetle, Passat B6, Passat B7, CC, Touran I, Sharan II, Tiguan, Scirocco, Amarok, Caddy, T5, Eos
2015. október 21-én a VW leállította a szerinte érintett újautók értékesítését az EU-ban.

#### Németország

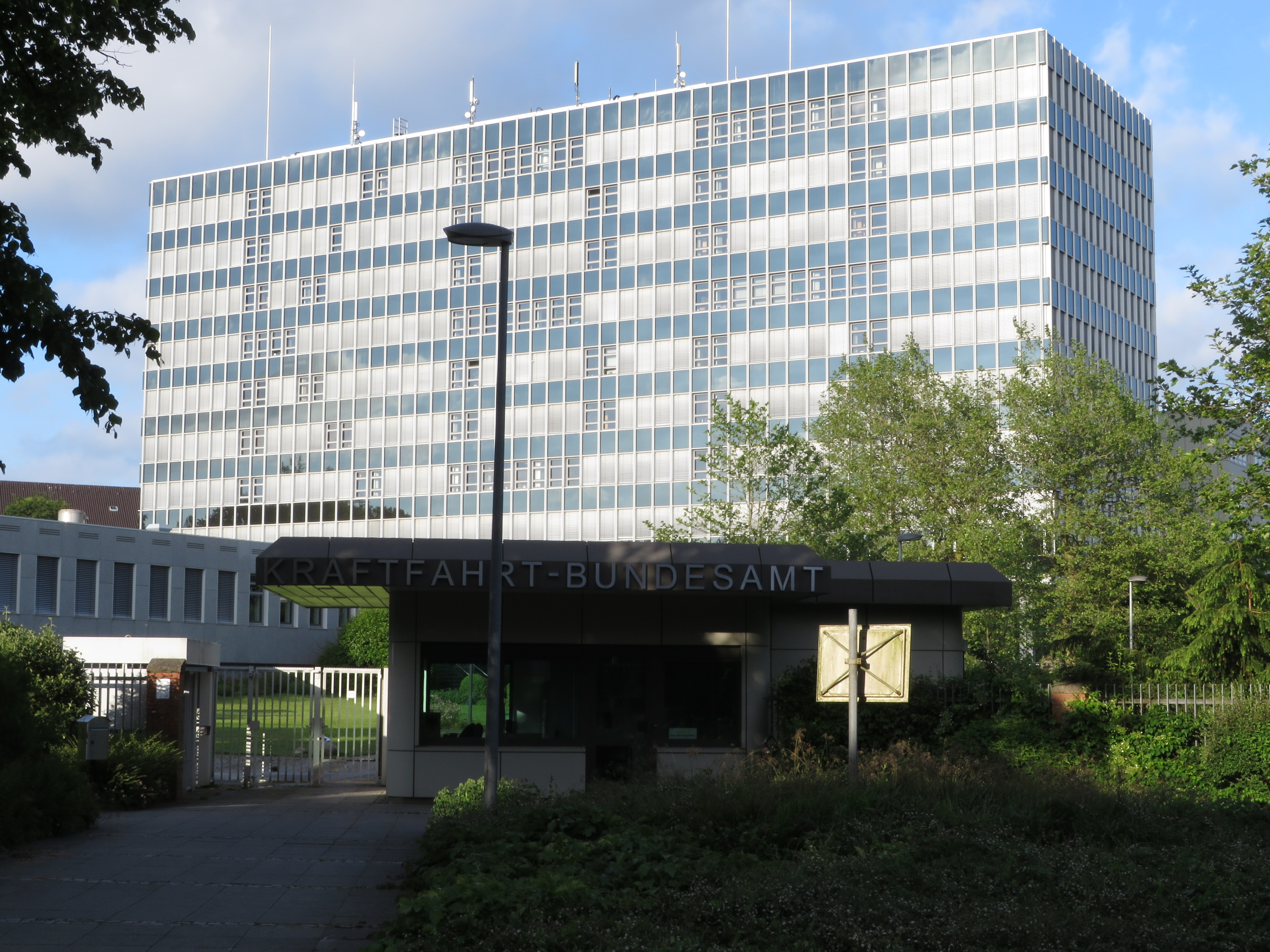
A Flensburg-Mürwik-i Szövetségi Közlekedési Hivatal (KBA) tájékoztatása alapján 2015. január 1-én a Németországban engedélyezett személygépjárművek közül 12,94 millió teljesítette az Euro 5-ös kibocsátási normát, ezen belül 5,79 millió dízelgépjármű.

2015. szeptember 27-én napvilágot látott, hogy a Volkswagen Németországban az összes érintett modell visszahívását tervezi; ennek során eltávolítanák a vezérlőszoftverből az illegális funkciókat.
2015. október 2-ától Németországban a Volkswagen konszern Volkswagen és Audi autómárkái számára egy interneten keresztül elérhető információs platformot üzemeltet, ahol a gépjármű-azonosítószám megadása után felvilágosítás kapható, hogy egy gépjármű érintett-e a manipulációban. 2015. október 5-től a Škoda is elérhetővé tett egy információs platformot; a Seat október 6-án követte.
2015. október 8-án kitudódott, hogy az 1,6 literes motorokkal szerelt modellek esetén műszaki megoldás 2016 szeptembere előtt nem várható, sem egy időbeli és intézkedési terv a Volkswagen konszerntől a Szövetségi Közlekedési Hivatal (KBA) felé. Október 22-én egy VW szóvivő ezt azzal magyarázta, hogy ezeknél a motoroknál egy szoftverfrissítés nem lenne elegendő, és a motorberendezést is módosítani kellene. Ez három millió gépjárművet érintene. A dpa hírügynökség információi alapján a VW azt fontolgatja, hogy ehelyett ezen modelleknél újautó vásárlása esetén cserekedvezményt ajánlana.
2015. október 15-én a Szövetségi Közlekedési Hivatal (KBA) azt a tájékoztatást tette közzé, hogy egy "meg nem engedett kerülőberendezésről" van szó, és "az érintett gépjárművek szabályszerű és engedélyezéssel összhangban levő állapotának visszaállítása" érdekében 2,4 millió dízelgépjármű visszahívását rendelte el. A Volkswagen konszern üdvözölte a KBA döntését, mert ennek alapján az összes gépjármű korlátozás nélkül használható maradt. A gépjárművek ügyfelek számára ingyenes javítása 2016 januárjától kezdődik el.
A belügyminisztériumok és a szövetségi államok hatóságai a Deutschen Presse-Agentur megkeresésére úgy nyilatkoztak, hogy az emissziós botránnyal tíz szövetségi államban közel 8000 rendőrségi gépjármű (bevetési és szolgálati jelleggel nem rendelkező gépjármű) érintett, ebből Észak-Rajna-Vesztfáliában 2100, Alsó-Szászországban 1100 dízelgépjármű.
A károsanyagkibocsátási értékek Volkswagen konszern általi, meg nem engedett kerülőberendezés útján történő manipulációja kapcsán a Szövetségi Közlekedési Hivatal (KBA) 2015. november 11-én azt közölte, hogy a gépjárműpiacon előfordulhatott a károsanyagkibocsátás, különösen a nitrogén-oxidok (NOx) további manipulációja. Utólagos vizsgálatoknak vetik alá a VW-konszern és más, a piacon meghatározó gyártók gépjárműveit. A gépjárműmodellek (motorkoncepciók) kiválasztása a németországi forgalombahelyezési statisztikák és a gyanús károsanyagkibocsátásra vonatkozó, harmadik féltől származó megbízható információk alapján történik. A vizsgálatok bel- és külföldi gyártók több mint 50, különböző dízelmotorral szerelt gépjárművére terjednek ki, ezek károsanyagkibocsátás méréseit mind vizsgapadon, mind az utcai forgalomban hordozható kibocsátási mérőrendszerekkel (PEMS) elvégzik. A mérések közel kétharmadát már elvégezték. A nyers adatok alapján különböző vezetési és környezeti körülmények között részben megnövekedett nitrogén-oxid értékek állapíthatók meg. Az érintett gyártókkal és az engedélyezési hatóságokkal való konzultációt követően kerülnek ezek az adatok további kiértékelésre. Csak ezután állnak majd rendelkezésre jogilag terhelő eredmények.
2017. június 2-án Dobrindt szövetségi közlekedési miniszter közölte, hogy az Audi a 2009-2013-as évek A7 és A8 modelljeit is szabálytalan kerülőberendezéssel szerelte fel, és ezért a gépjárműveket vissza kell hívni. Az Audinak 2017. június 12-ig van ideje egy intézkedési terv benyújtására.

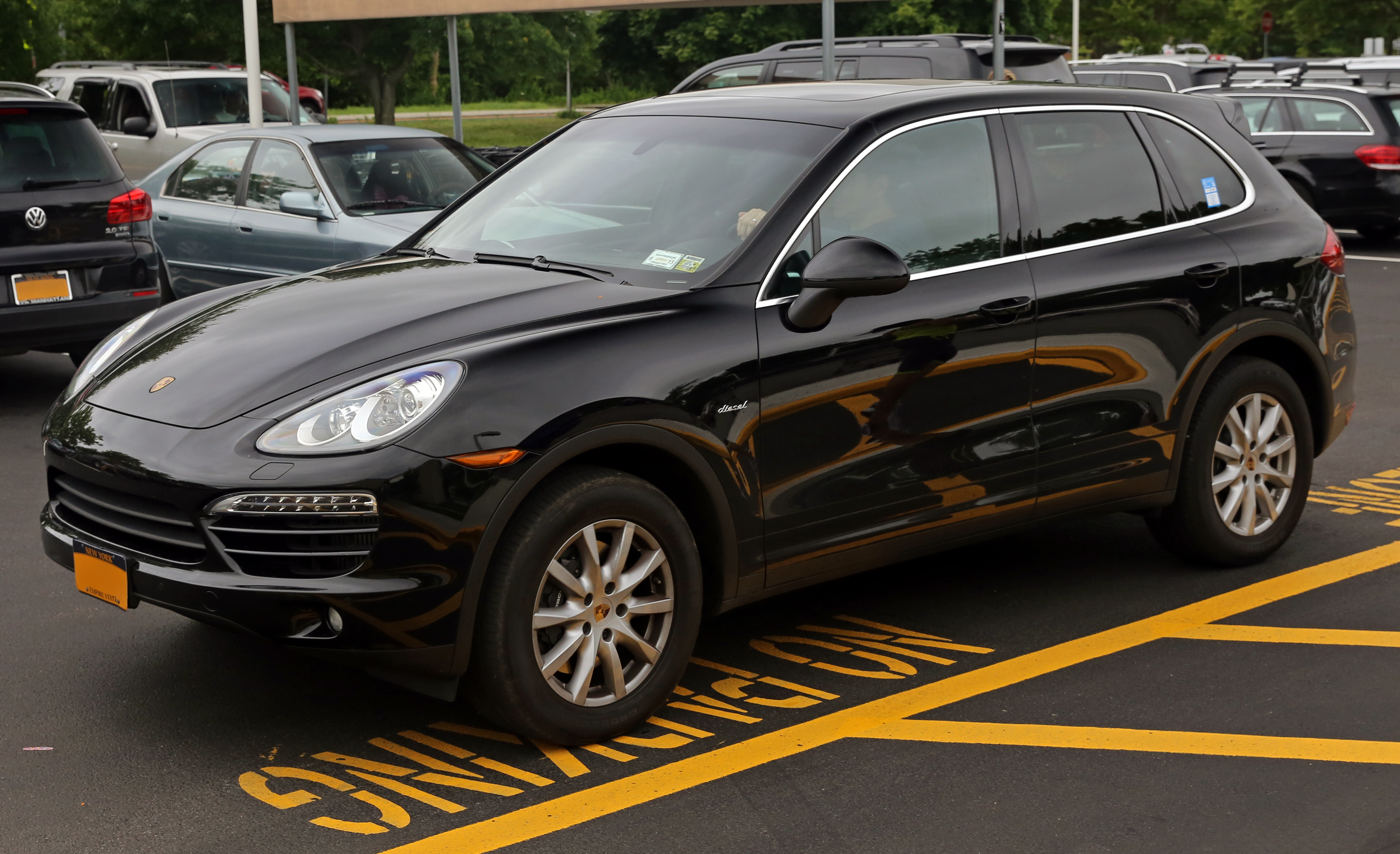
A Porsche Cayenne Diesel típusengedélye fel lett függesztve

2017. július 27-én Dobrindt felfüggesztette az Audi, mint VW-konszern leányvállalat által készített és szállított 3.0L TDI motorral szerelt Porsche Cayenne típusengedélyét. Egyúttal elrendelte az európaszerte 22.000 gépjármű kötelező visszahívását.

#### Ausztria
Alois Stöger osztrák szövetségi közlekedési, innovációs és technológiai miniszter 2015. október 15-én a németországi KBA döntéséhez hasonlóan elrendelte az Volkswagen-konszern 363 400 érintett dízelgépjárművének a visszahívását. Az érintett gépjárműtulajdonosokat a Porsche Austria értesítette. A visszahívási akció 2016 januárjától indul.
2015. október 23-án került nyilvánosságra, hogy az osztrák rendőrség 2 372 dízelgépjárműve is érintett.

### Észak-Amerika
Az USA-ban a hibás 2,0 literes motorváltozatok a 2008-2015-ös években kerültek beépítésre. Ezeknél a motoroknál normál vezetési körülmények között a nitrogén-oxidok értékei az előírt Tier 2 Bin 5 határérték 10-40-szeresét is elérhetik. 2015 november elején az EPA kiegészítette a listát a VW, Audi és Porsche márkák azon gépjárműtípusaival, melyek három literes motorral (3.0 TDi) rendelkeznek és a határértéket akár kilencszeresen is túllépték. Az EPA szerint az alábbi gyártási sorozatok legalább 482 000 gépjárműről van szó:
- Audi A3 8P (2010–2013 és 2015-ös modellév)
- Audi A6 Quattro (2016-os modellév)
- Audi A7 Quattro (2016-os modellév)
- Audi A8 und A8L (2016-os modellév)
- Audi Q5 (2016-os modellév)
- Porsche Cayenne (2015-ös modellév)
- VW Beetle (2012–2015-ös modellév)
- VW Golf VI (2010–2012-es modellév)
- VW Golf VII (2012–2015-ös modellév)
- VW Golf Sportwagen (2015-ös modellév)
- VW Jetta V (2009–2010-es modellév)
- VW Jetta VI (2010–2015-ös modellév)
- VW Jetta Sportwagen (2009–2014-es modellév)
- VW Passat (NMS) (2012–2015-ös modellév)
- VW Touareg (2014-es modellév)

2015 októberében a VW visszavonta a 2016-os év ezen dízelmodelljeinek típusengedélyezési kérelmét, mivel olyan motorvezérlő szoftverrel rendelkeztek, melyet az EPA-nak vizsgálat alá kellett vonnia. Ez alól csak a VW Touareg kivétel, amely nem az EA189 motorutódját, az EA288-t használja.

## Tudomás és figyelmeztetések a botrány előtt

### Tudomás a Volkswagennél
A VW belső vizsgálatának egyik első jelentéséből kitűnt, hogy egy VW technikus már 2011-ben figyelmeztette Heinz-Jakob Neußer-t, a Volkswagen márka hajtásláncfejlesztési vezetőjét a kibocsátási értékekkel kapcsolatos törvénytelen gyakorlatra. A jelentés nyitva hagyta azonban, miért maradt az akkori figyelmeztetés következmények nélkül.
A belső vizsgálatok lefolytatása után a VW felügyelőbizottsága elé 2016. szeptember 28-án került az első előzetes jelentés. Eszerint a manipulációs szoftver dízelgépjárművekbe történő beépítéséről való döntést 2005-ben és 2006-ban hozták meg, mégpedig a wolfsburgi VW központ motorfejlesztési részlegénél.
2016 áprilisában a Jones Day ügyvédi iroda által végzett konszernen belüli vizsgálatok megállapították, hogy az igazgatótanács szintje alatti, a motorok fejlesztésében részt vevő összes vezető a kerülőberendezésekkel kapcsolatos tudomás tekintetében "terheltnek" vehető. Egy 2006. november 20-i megbeszélés résztvevői úgy nyilatkoztak, hogy Rudolf Krebs, a Volkswagen motorfejlesztésének akkori vezetője a beépítést jóváhagyta. Krebs vitatja ezt. Az USA-ban 2008-tól kerültek a csalószoftverrel rendelkező motorok eladásra. A jegyzőkönyvhöz több személy is hozzáfűzte, hogy Ulrich Hackenberg volt fejlesztési vezető is be volt avatva.
2016 márciusában a konszern vezetése elismerte, hogy Winterkorn 2014 májusában, majd újfent 2014 novemberében tájékoztatva volt arról, hogy néhány VW modell valós körülmények között a megengedett nitrogén-oxid értékek 35-szörösét bocsátja ki. 2015 júliusában a problémát egy belső konszernértekezleten újra megvitatták, melyen Herbert Diess VW márkavezető is részt vett. A New York-i államügyészség egy 2016 júliusi vádiratban úgy nyilatkozott, hogy Winterkorn és Matthias Müller már 2006-ban tudtak a kerülőberendezés használatáról a VW-leányvállat Audinál.
A Bild am Sonntag 2016 szeptemberében arról számolt be, hogy Winterkorn már 2015 júniusában tudott a kibocsátási értékek eltéréseiről. Egy olyan dokumentumra hivatkozik, melyben Winterkorn megállapítja, a problémát az US hatóságok felé "részben" fel kellene fedni.
2016 szeptemberében nyilvánosságra került egy 2007-es, Audi dolgozótól származó e-mailt. Ebben megállapítja, hogy "átverés nélkül" az USA kibocsátási előírásait nem lehetne betartani. Egy belső VW dokumentumban, mely novemberben került nyilvánosságra, a konszern saját jogászai rámutattak arra, hogy több automata váltóban a "melegítési üzem" fogalma alá sorolt kerülő berendezések nem jogszerűek. November elején további belső konszerndokumentumok bizonyították, hogy 2016 nyarán a kaliforniai levegőtisztasági hatóság CARB az "AL 551" automata váltóval szerelt gépjárművekben szabálytalan kerülőberendezést fedezett fel. A felfedezett szoftvert az európai és amerikai piarca kerülő dízel- és benzines gépjárművekben évek óta alkalmazták.

### Figyelmeztető jelek a kormányzati szerveknél
Az NDR, WDR és SZ kutatásai szerint egy idevágó tanulmány és az ADAC becslése alapján a kormányzat és az illetékes minisztériumok már 2010 májusában tudtak arról, hogy – az összes dízelgyártónál – a vizsgálatok során a határértékeket kerülőberendezések segítségével tartották be, az utcai forgalomban az emberek és a környezet kárára ezeket jelentős túllépték. A Spiegel szerint a manipulációra utaló első jelek már 2008-ban, a nagykoalíció idején is felbukkantak, amikor is a szövetségi környezetvédelmi hivatal elkészítette a felügyeleti rendszer új koncepcióját, és ennek kapcsán figyelmeztetett a szoftveres manipulációkra. A szövetségi környezetvédelmi hivatal utalásait azonban végül a környezetvédelmi minisztérium (BMU) jelentéséből törölték, mert az illetékes BMU-munkatárs szerint ezek az információk "rejtett aknák" lehetnek a későbbiekben.
2016 júniusában a The Guardian brit újság dokumentumok alapján bebizonyította, hogy az Európai Bizottságot már 2010-ben informálta házon belüli tudományos szolgálata a kibocsátási tesztek során jelentkező szabálytalanságokról és egy beépített "defeat device"-al kapcsolatos gyanújáról. A Bizottság Környezetvédelmi Főigazgatóságának egyik tanulmánya 2013-ban figyelmeztetett "a levegőtisztasági rendszereket megkerülő illegális gyakorlat szaporodó bizonyítékaira". A Környezetvédelmi Főigazgatóság akkori vezetője, Karl Falkenberg 2014 novemberében felszólította a Versenyképességi és Ipari Főigazgatóság vezetőjét, Daniel Calleja Crespo-t, hogy vizsgáltassa ki az emissziós tesztek során észlelt szabálytalanságokat.
Sajtóinformációk alapján az Európai Bizottság 2011-től kezdve egy beszállítótól tudta, hogy az európai uniós autógyártók manipulált motorvezérlés segítségével csalnak az emissziós méréseknél. Ennek ellenére Elżbieta Bieńkowska biztos felszólalt az Európai Parlament előtt és úgy nyilatkozott, a Bizottság semmit sem tudott a csalásról.
Az Európai Unió illetékes szakbizottsága 2015 májusában úgy határozott, hogy a típusengedélyezési vizsgálatokat, különös tekintettel a nitrogén-oxid kibocsátásra, a jövőben nem csak laborkörülmények között, hanem az utcán, valós vezetési körülmények (valós vezetési feltételek közbeni kibocsátás) között is el kell végezni.

### Sajtóhíradások
A Motorrad már 2000-ben felfedte, hogy a BMW gyár a BMW F 650 GS modelljénél egy kerülőberendezést használt. Ezt azonban akkor még nem tiltotta a törvény.

## Fordítás
Ez a szócikk részben vagy egészben  a   VW-Abgasskandal című német Wikipédia-szócikk ezen változatának fordításán alapul.  Az eredeti cikk szerkesztőit annak laptörténete sorolja fel. Ez a jelzés csupán a megfogalmazás eredetét és a szerzői jogokat jelzi, nem szolgál a cikkben szereplő információk forrásmegjelöléseként.